# UWC México 44
UWC México 44: Prototipo vs. El Rey fue un evento de artes marciales mixtas producido por Ultimate Warrior Challenge México, que se llevó a cabo el 26 de mayo de 2023 en el Entram Gym de Tijuana, Baja California, México.